# Beide Rom
Beide Rom bezeichnete in der Spätzeit des Römischen Reiches als auch im Mittelalter metaphorisch das Nebeneinander
- der Städte Rom, als die alte Hauptstadt des Römischen Reiches, und einer neuen Hauptstadt („zweites Rom“), welche 330 anstelle des antiken Byzanz von Konstantin, dem Großen, unter dem Namen „Neues Rom“ gegründet worden war und erst nach dessen Tod 337 den Namen Konstantinopel erhielt
- des aus dem seit 395 endgültig geteilten Gesamtreich hervorgegangenen Weströmischen Reiches und des Oströmischen Reiches (Byzantinisches Reich)
- der Kirchen bzw. Patriarchate von Rom (Westkirche) und Konstantinopel (Ostkirche) bzw. ihrer jeweiligen Suprematieansprüche

Die Nebeneinander Westroms und Ostroms und die Feindschaft zwischen Rom und Konstantinopel wurde fälschlicherweise auch der Legende um die vermeintlichen Stadtgründer Roms, die Zwillinge Romulus und Remus, entsprechend interpretiert.
Neben Rom und Konstantinopel wurde Moskau (nach dem Fall Konstantinopels 1453) als „drittes Rom“ bezeichnet bzw. Moskau bezeichnete sich selbst so, um das (Ost-)Römische Erbe zu beanspruchen.